# (1273) Helma
(1273) Helma es el asteroide número 1273 situado en el cinturón principal. Fue descubierto por el astrónomo Karl Wilhelm Reinmuth  desde el observatorio de Heidelberg, el 8 de agosto de 1932. Su designación alternativa es 1932 PF. Está nombrado en honor de una conocida del astrónomo alemán W. Schaub.